# جوئل زوئیک
جوئل زوئیک (انگلیسی: Joel Zwick؛ زادهٔ ۱۱ ژانویهٔ ۱۹۴۲) یک کارگردان، و تهیه‌کننده اهل ایالات متحده آمریکا است. وی از سال ۱۹۷۷ میلادی تاکنون مشغول فعالیت بوده‌است.